# 印孚瑟斯
印孚瑟斯（英語：Infosys Ltd.）是总部在印度班加罗尔的一家信息技术跨國公司。2017年，印孚瑟斯是僅次於塔塔諮詢服務的印度第二大IT公司，收入在全球上市公司中排名第596。印孚瑟斯在29个国家设有办公室并在印度、美国、中国、澳大利亚、英国、加拿大、日本等地设有研发中心。印孚瑟斯在超过30个国家提供商业咨询、信息技术、及外包服务。
2021年8月，印孚瑟斯市值超过1000億美元。標普的信用評等為A−。
根据福布斯全球2000强排名，印孚瑟斯是2020年收入数据仅次于塔塔咨询服务公司的第二大印度IT公司，也是全球第602大上市公司。 公司信用评级为CRISIL AAA / 稳定 / CRISIL A1+（CRISIL评级）。

## 歷史
1981年，印孚瑟斯由七名工程師纳拉亚纳·穆尔蒂、南丹·奈里坎尼、N·S·拉加萬、克利斯·葛帕拉克利希南、S·D·希布拉爾、K·德尼斯（K. Dinesh）及阿肖克·阿羅拉（Ashok Arora）在印度馬哈拉施特拉邦的浦納創辦。1983年，公司搬到班加罗尔。
1999年，印孚瑟斯通過美國預托證券在納斯達克上市，是當時市場上最昂貴的股票之一。
它的年收入在1999年達到1億美元，在2004年達到10億美元，在2017年達到100億美元。
2012年，印孚瑟斯宣佈在威斯康辛州密爾瓦基設立新辦事處，這是在美國的第18家國際辦事處。2011年，印孚瑟斯僱用了1,200名美國員工，2012年又增加了2,000名。2018年4月，印孚瑟斯宣佈在印第安納州印第安納波利斯擴展業務。該開發項目佔地超過120英畝，預計將帶來3,000個新工作崗位。
2020年10月，印孚瑟斯以3000万欧元收购GuideVision，后者是ServiceNow合作伙伴。
2021年8月24日，印孚瑟斯成为第四家市值超过1000亿美元的印度公司。

## 服務
印孚瑟斯為金融，保險，製造業和其他領域的公司提供軟件開發，維護和獨立驗證服務。

### 引用
1. 1 2 3 4 5   (PDF). Infosys Ltd.   [2015-04-17]. （原始内容存档 (PDF)于2020-07-03）.
2. ↑  .   [30 September 2014]. （原始内容存档于2013-06-22）.
3. ↑  Fortune India 500.  (PDF). Bangalore: MphasiS. December 18, 2011  [2012年5月5日]. （原始内容 (PDF)存档于2012年1月3日）.
4. ↑  .   [2012-05-05]. （原始内容存档于2021-01-25）.
5. 1 2 3  . 美股之家（mg21.com）. 2021-09-27  [2021-10-01]. （原始内容存档于2021-10-01）.

### 网页
- .   [23 August 2006]. （原始内容存档于2012-04-15）.
- (PDF) (新闻稿). Infosys Technologies Australia Pty Ltd banglore. 18 December 2003  [11 October 2006]. （原始内容存档 (PDF)于2020-09-22）.
- Bharat kumar. . Business Line. 7 August 2002  [2012-05-05]. （原始内容存档于2013-05-07）.
- Infosys News. . Top News. 12 December 2007  [2012-05-05]. （原始内容存档于2021-02-11）.
- M.Bala Murugan. . Daily Dhanthi. 16 April 2010  [2012-05-05]. （原始内容存档于2021-02-11）.
- Infosys News. . SEI CMMI. March 2011  [2012-05-05]. （原始内容存档于2013-03-14）.